# 알렉세이 키타예프
알렉세이 유리예비치 키타예프(러시아어: Алексей Юрьевич Китаев, 1963–)는 러시아 태생의 이론물리학자이다. 위상 양자장론을 사용한 위상 양자 컴퓨터의 개념을 도입하였고, 기초물리학상을 수상하였다.

## 생애
러시아에서 태어났고, 1986년에 모스크바 물리공학연구소에서 석사 학위를, 1989년 란다우 이론 물리학 연구소에서 박사 학위를 수여받았다. 1989년~1998년에는 란다우 연구소에서, 1999년~2001년 동안 마이크로소프트 연구소에서 연구원으로 있었고, 2002년에 캘리포니아 공과대학교 교수가 되었다. 2012년 7월 기초물리학상을 수상하였고, 2013년에 캘리포니아 대학교 샌타바버라로 이전하였다.

## 같이 보기
- 양자 회로
- 원환면 오류 정정 부호